# Paprika

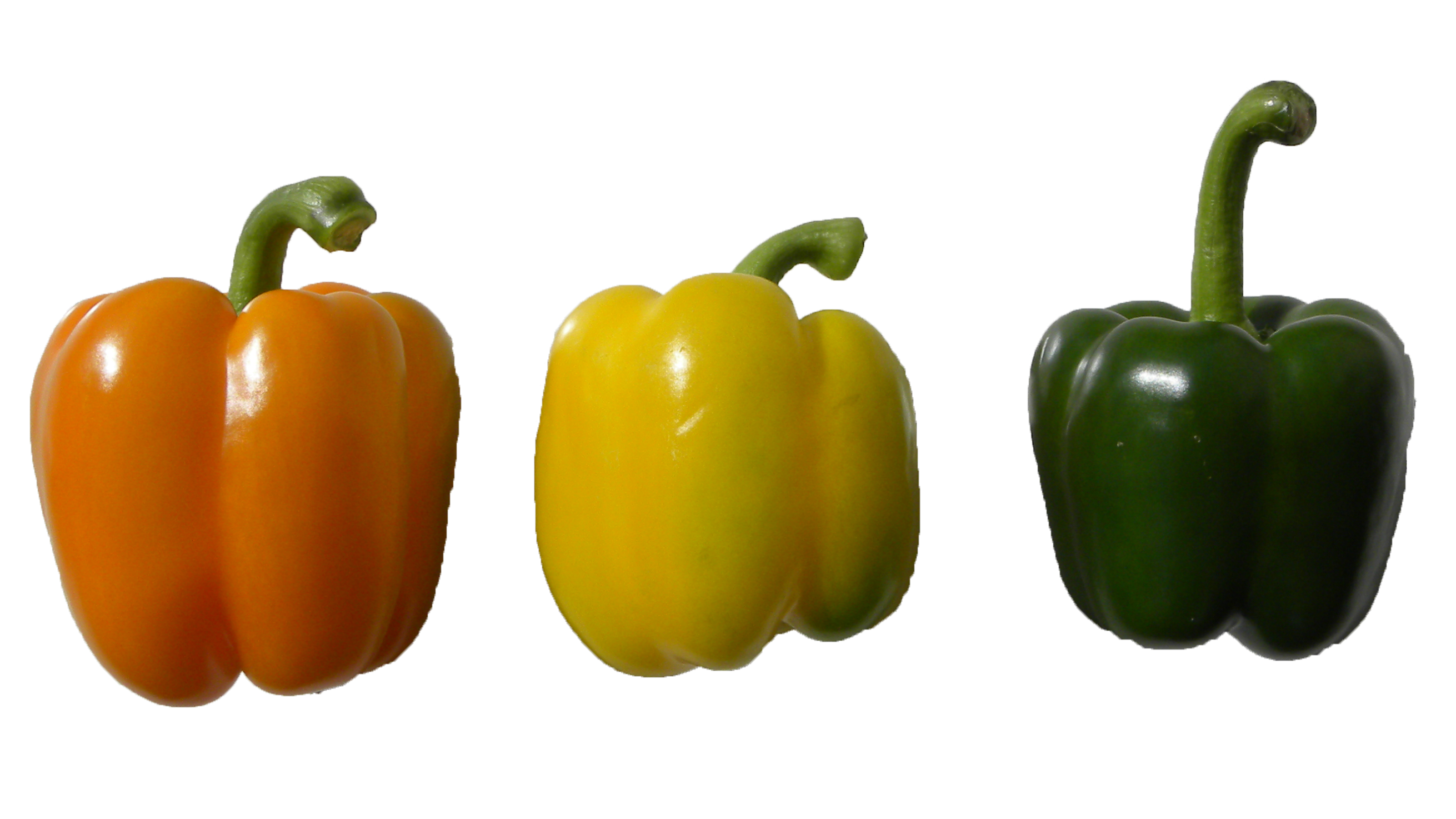
Paprika's in verschillende kleuren

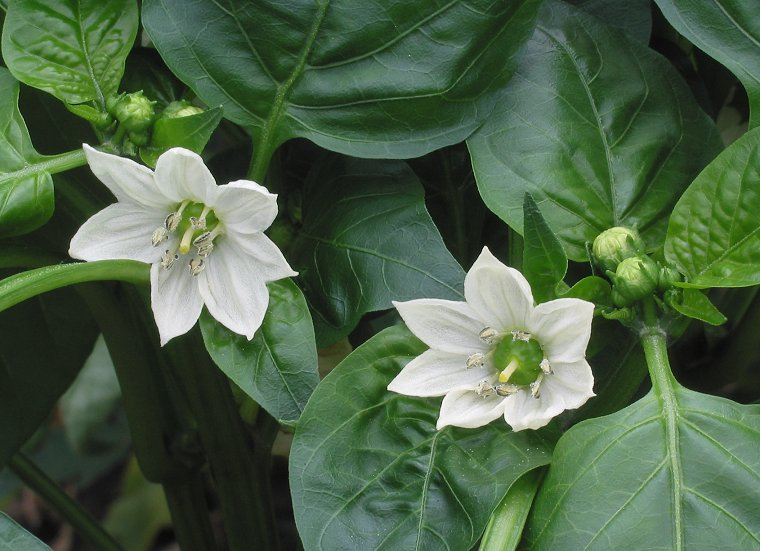
Bloemen

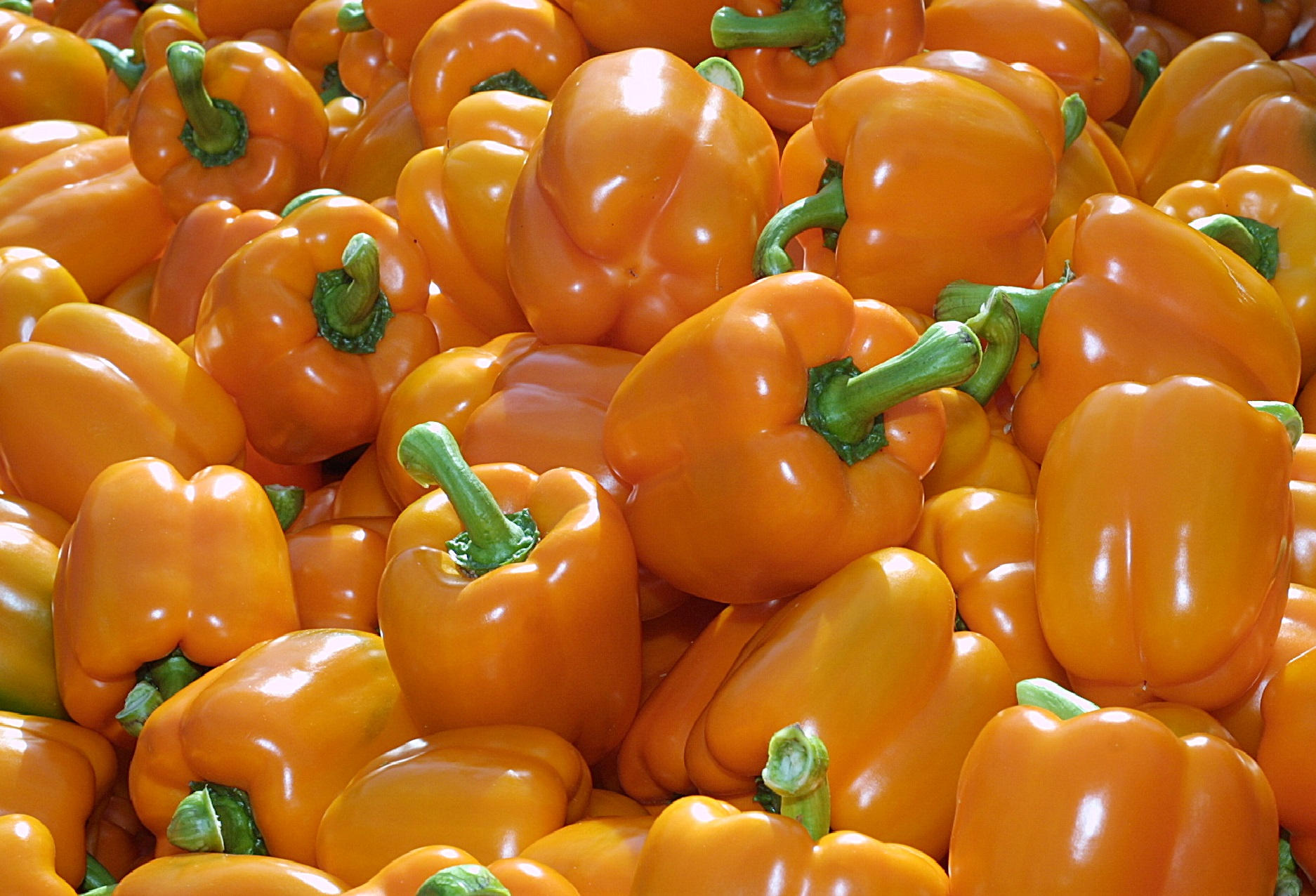
Oranje paprika's

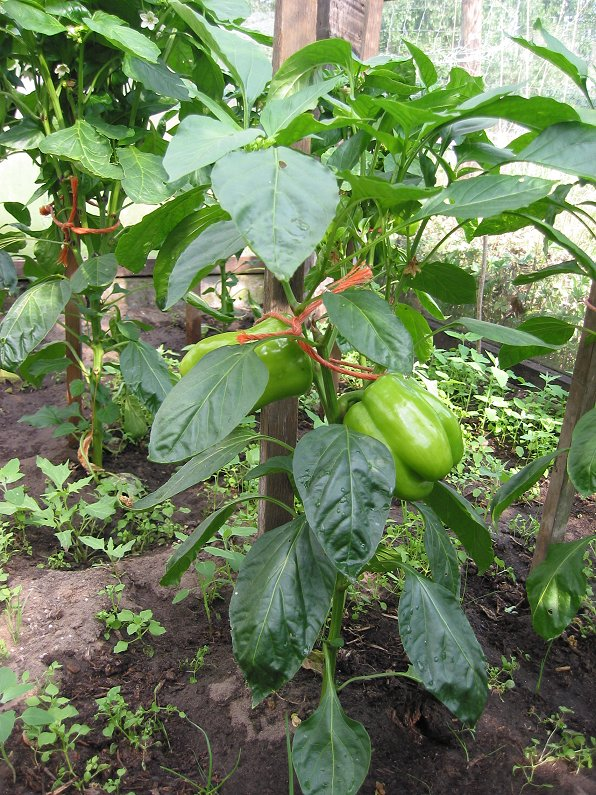
Paprika 'Rumba'

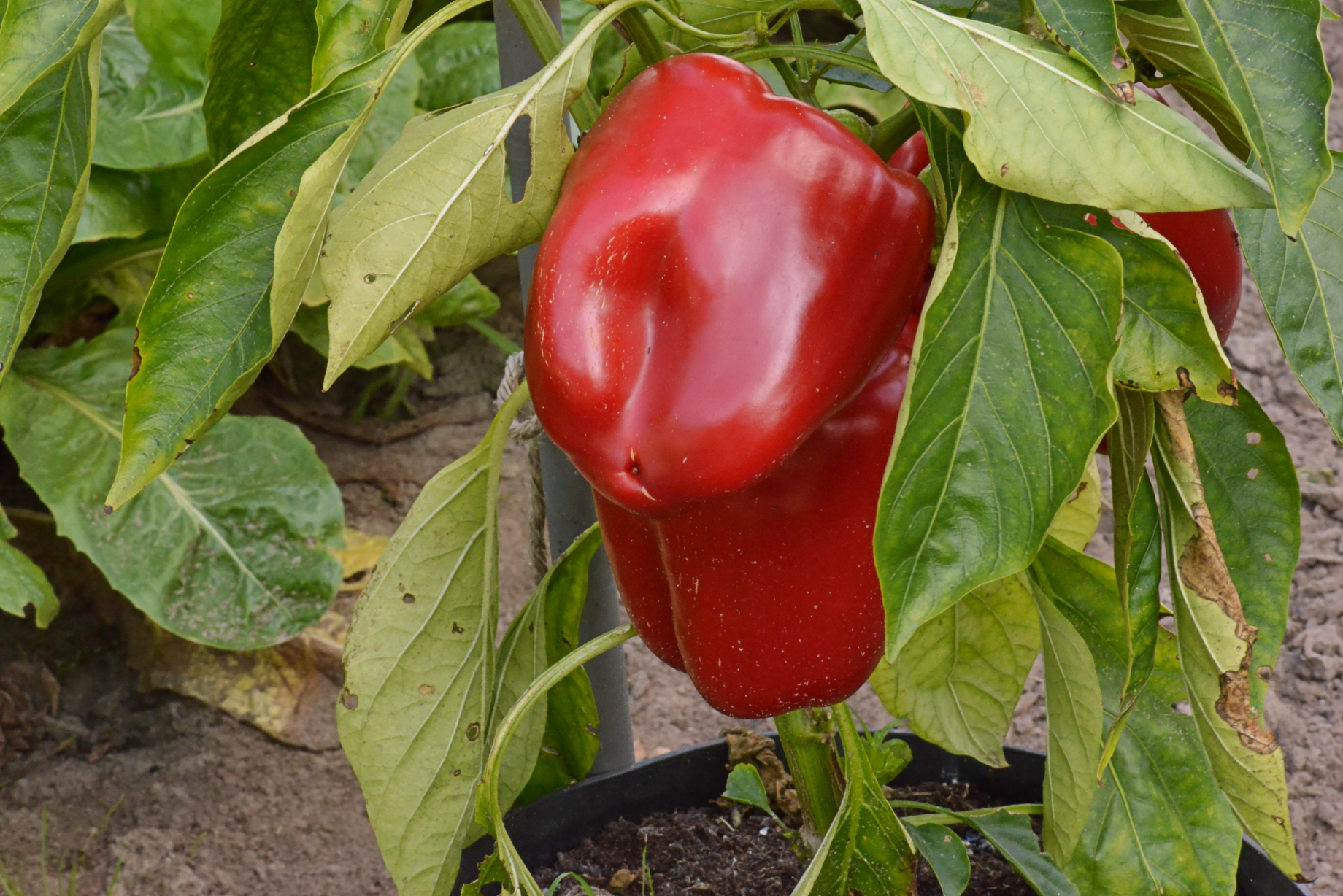
Rijpe paprika 'Rumba'

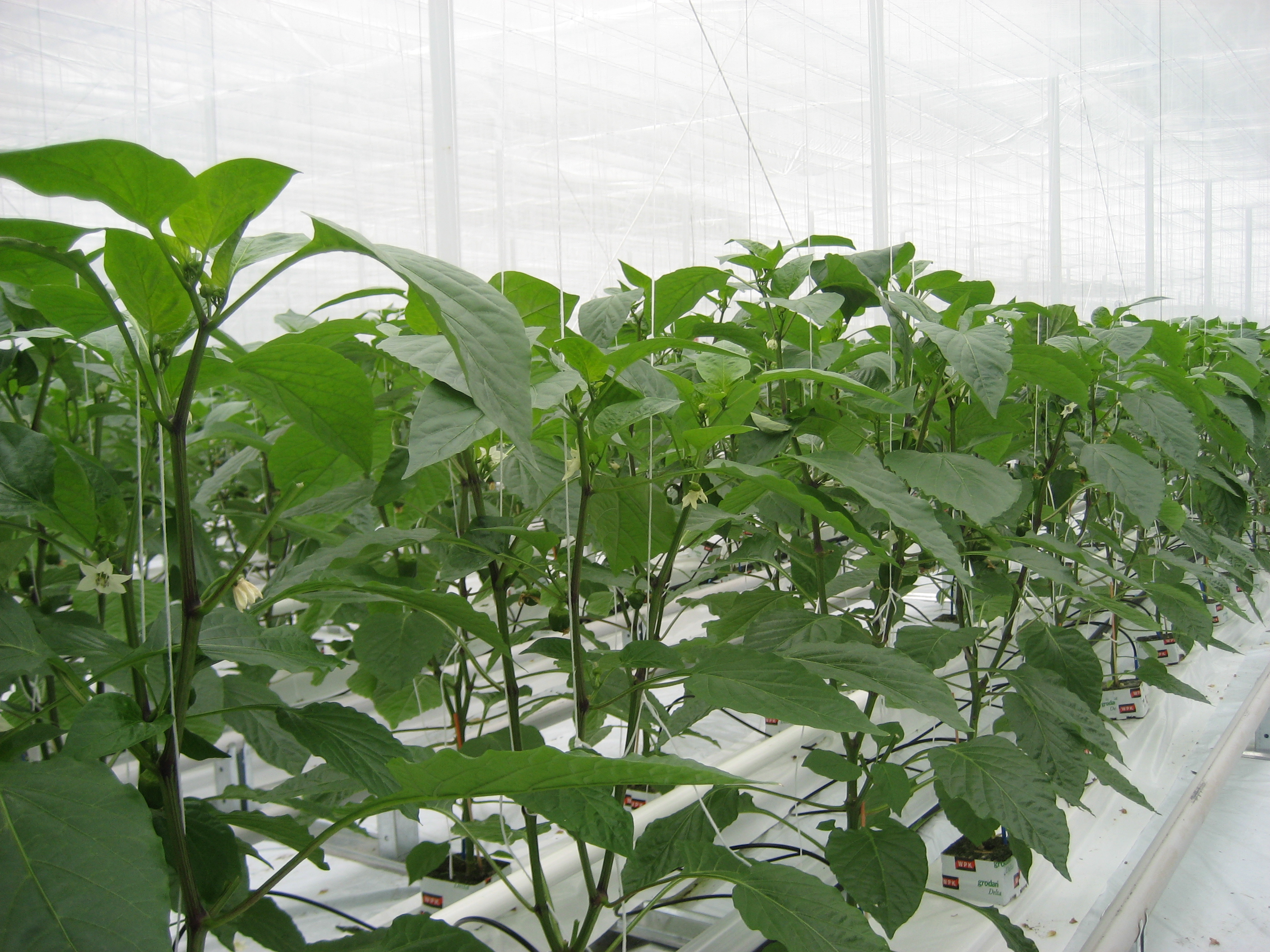
Paprikaplant

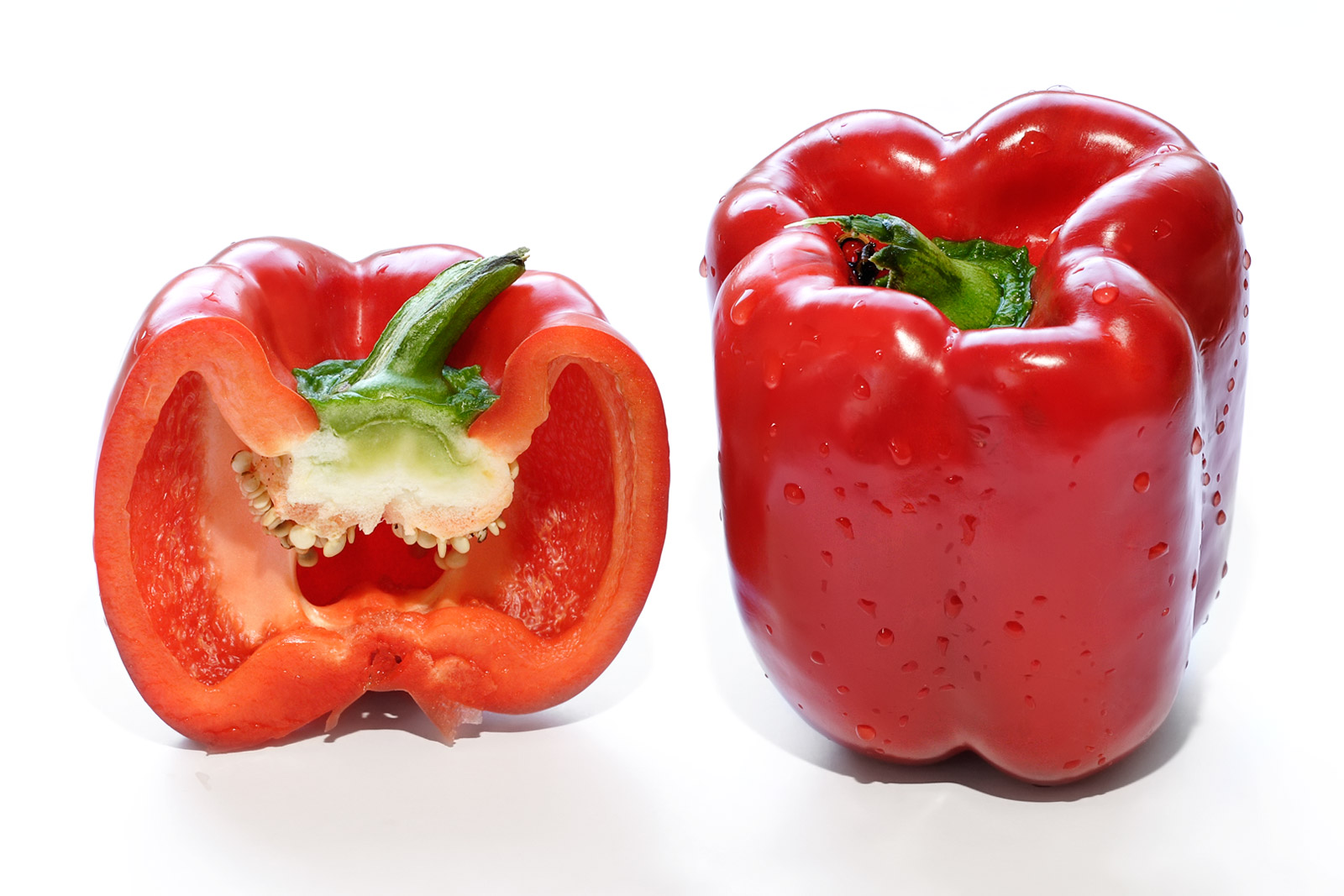
Rode paprika

Paprika is de benaming voor zowel de plant Capsicum annuum als voor de vrucht van bepaalde gekweekte vormen daarvan. De vruchten van andere gekweekte vormen van deze plant, zoals cayennepeper, kunnen er heel anders uitzien.

## Geschiedenis
De soort komt oorspronkelijk uit Midden-Amerika, en is door Spanjaarden omstreeks 1500 naar Europa gebracht. Na Spanje en Portugal was het in Europa aanvankelijk vooral Italië waar de paprika als cultuurgewas gewaardeerd werd.
De naam paprika is afkomstig uit het Hongaars. Hoewel de paprika tegenwoordig een belangrijke rol speelt in de Hongaarse keuken, is hij pas relatief laat in Hongarije ingevoerd, mogelijk in de 18e eeuw. Pas sinds het begin van de 20e eeuw is hij populair.

## Beschrijving
De paprika wordt gekweekt in verschillende kleuren. Rode, groene, oranje en gele paprika's zijn de bekendste, maar er bestaan ook witte, paarse, lila, mintgroene en bruine paprika's. De meeste paprika's die bijvoorbeeld in Nederland geteeld worden zijn van het California Wondertype, dat min of meer vierkant is. Dit geeft ze mede de naam blokpaprika. Witte paprika's zijn langwerpiger van vorm, bitterder van smaak en hebben een dunnere vruchtwand. Er zijn ook langwerpige rode, gele en oranje paprika's die zeer zoet van smaak zijn, de zoete puntpaprika's of Ramiro. Een ander soort paprika is de Lamuyo, een zeer grote en grove variant die vooral in Zuid-Europa wordt geteeld.
Tijdens de groei is de paprika groen, paars, bruin of wit. Tijdens het rijpen verandert de kleur naar rood, geel, bruin of oranje. De smaak van de paprika verandert ook in deze periode. Rijpe paprika's zijn zoet, terwijl onrijpe paprika's eerder kruidig met een bittere smaak zijn.
De bekende paprika's in de winkels rijpen vaak van groen naar rood, oranje of geel. Er zijn echter ook paprika's die van groen naar bruin gaan of van bruin naar rood.
De paprika is verwant aan de scherpe Spaanse peper, maar is niet 'heet' in de mond. De paprika's die bijvoorbeeld in Nederlandse supermarkten worden verkocht, zijn nagenoeg capsaïcinevrij. Paprika is rijk aan vitamine C en ook bevat de vrucht een hoog gehalte aan foliumzuur.
Paprika's zijn het hele jaar door te verkrijgen. Het Nederlandse teeltseizoen is van maart t/m oktober; de overige maanden komen de paprika's voornamelijk vanuit Spanje.

## Bereiding
Een paprika is in vele kleuren verkrijgbaar en is van nature een knapperige groente, die veel verschillende toepassingen en bereidingen kent. Elke paprika heeft zijn eigen smaak en voedingstoffen. Zo staan de rode en oranje paprika’s erom bekend zoet te zijn. Deze paprika’s worden daarom ook vaak rauw gegeten. Groene paprika’s zijn de minst zoete soort en hebben soms ook een klein bittertje.
Paprika's kunnen op verschillende manieren bereid worden. De bekendste bereidingen zijn gevuld of door een salade. Ook grillen, roosteren, stomen, koken, wokken en roerbakken zijn bekende bereidingswijzen, alsmede het verwerken in een soep of een smoothie.

## Teelt
De teelt van paprika vindt in Nederland en België hoofdzakelijk plaats in kassen op een kunstmatige bodem of in de volle grond. In kassen wordt de teelt geregeld door middel van klimaatbesturing en voedingsregelaars. In de buitenlucht kan de plant het best op een warme zonrijke plaats worden geplant, bijvoorbeeld tegen een witgeschilderde zuidelijk gerichte muur. 
Paprika is in Westeuropa na de tomaat het belangrijkste vruchtgewas in de kasteelt. Per plant worden twee, drie of vier stengels aangehouden, die aan een touw omhoog geleid worden. De eerste bloem van een plant wordt meestal verwijderd, omdat deze een onregelmatige vrucht vormt, doordat die in het hart van de plant gevormd wordt en dan tijdens de uitgroei tegen de stengels aangedrukt wordt. Doordat er telkens enige bloemen tegelijk bloeien, ontstaan er meerdere vruchten tegelijk aan een plant. Bestuiving door hommels bevordert de vruchtzetting.

## Virussen en parasieten
De belangrijkste schimmelziekten zijn een meeldauw (Leveillula taurica), sclerotiënrot (Sclerotinia sclerotiorum), fusarium-voetziekte (Fusarium solani), Rhizoctonia-ziekte (Thanathephorus cucumeris) en voet- en wortelrot (Phytophthora capsici). Bij aantasting door Rhizoctonia solani is de stengelvoet ingezonken en bruinzwart verkleurd. Het merg blijft aanvankelijk nog gezond en het wortelstelsel wordt niet aangetast. De eerste symptomen zijn een verminderde groei gevolgd door verwelking van de plant.
Belangrijke virusziekten zijn het tomatenmozaïekvirus (TMV), het tomatenbronsvlekkenvirus (TSWV) en het paprikamozaïekvirus (PeMV).
Schadelijke insecten zijn tripsen, luizen, spinten, witte vliegen, rupsen, wantsen, begoniamijten en mineervliegen, waarvan de Californische trips de schadelijkste is.

### Bestrijding
Paprikatelers zijn koplopers op het gebied van biologische gewasbescherming binnen de glastuinbouw. Om te voorkomen dat er ziektes worden overgedragen van kas naar kas, is het verplicht om bij het bezoek van een kas vooraf de handen te wassen, desinfecteren en om zowel een labjas als een haarnet te dragen.
Er zijn veel producten op de markt om te helpen bij de bestrijding tegen diverse ziektes, schimmels en vijanden. Een voorbeeld is de Amblyseius (typlodromips) Swirskii, een vraatzuchtige roofmijt die helpt bij de bestrijding van tripsen en witte vliegen. Ook de Orius laevigatus, een vraatzuchtige ovale roofwants, is een succesvolle bestrijder van tripsen. De meest gebruikte biologische bestrijding tegen bladluis is de Aphidius colemani, een sluipwesp.
Veel tuinders werken met elektronische kastjes waarin het personeel kan aangeven in welk pad ze iets opmerkelijks hebben gezien. De gegevens worden doorgestuurd naar een hoofdcomputer. Een andere veelgebruikte manier binnen de glastuinbouw zijn vangplaten, gele kleverige strips waar de insecten op blijven zitten.

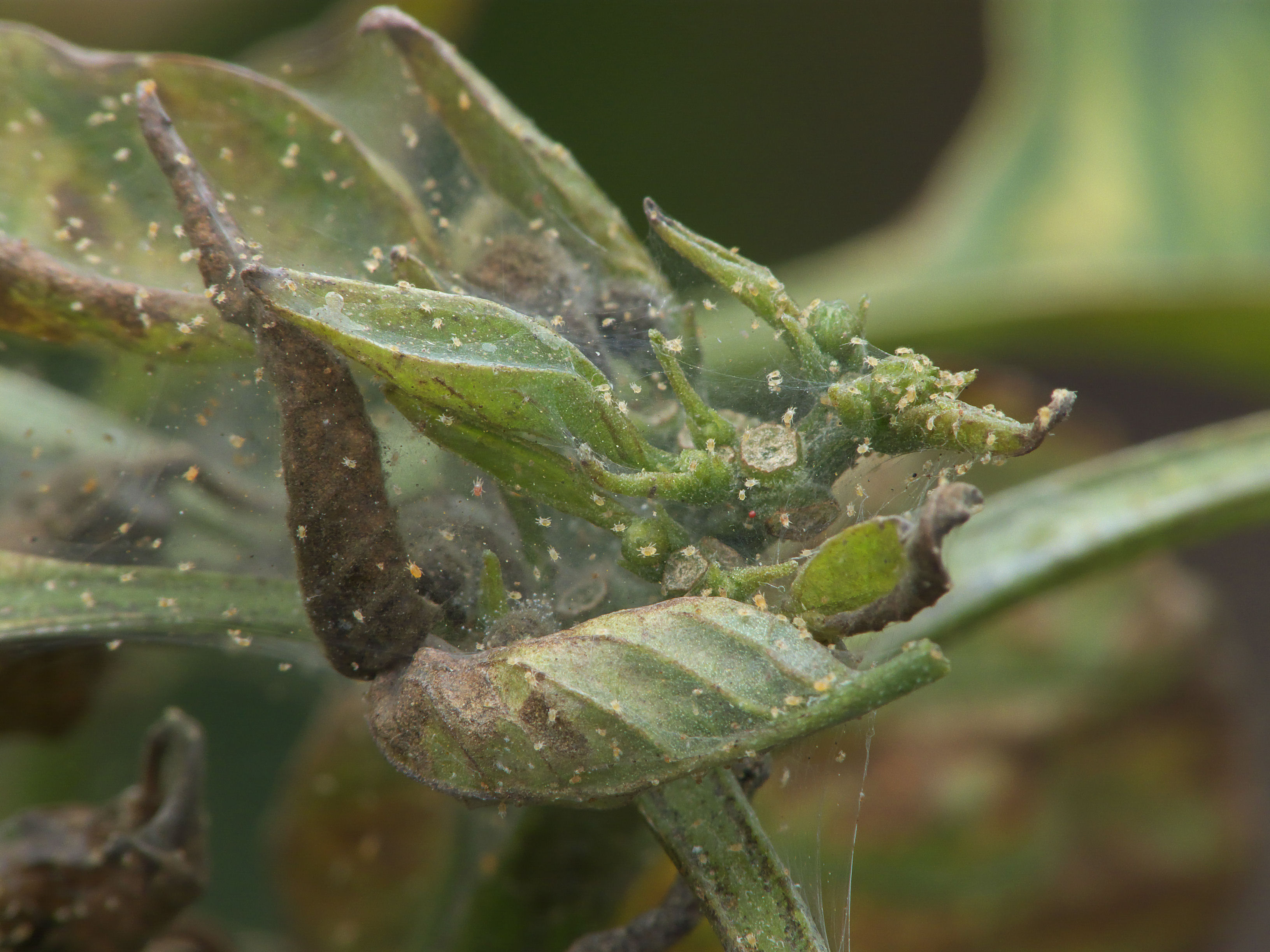
Spint
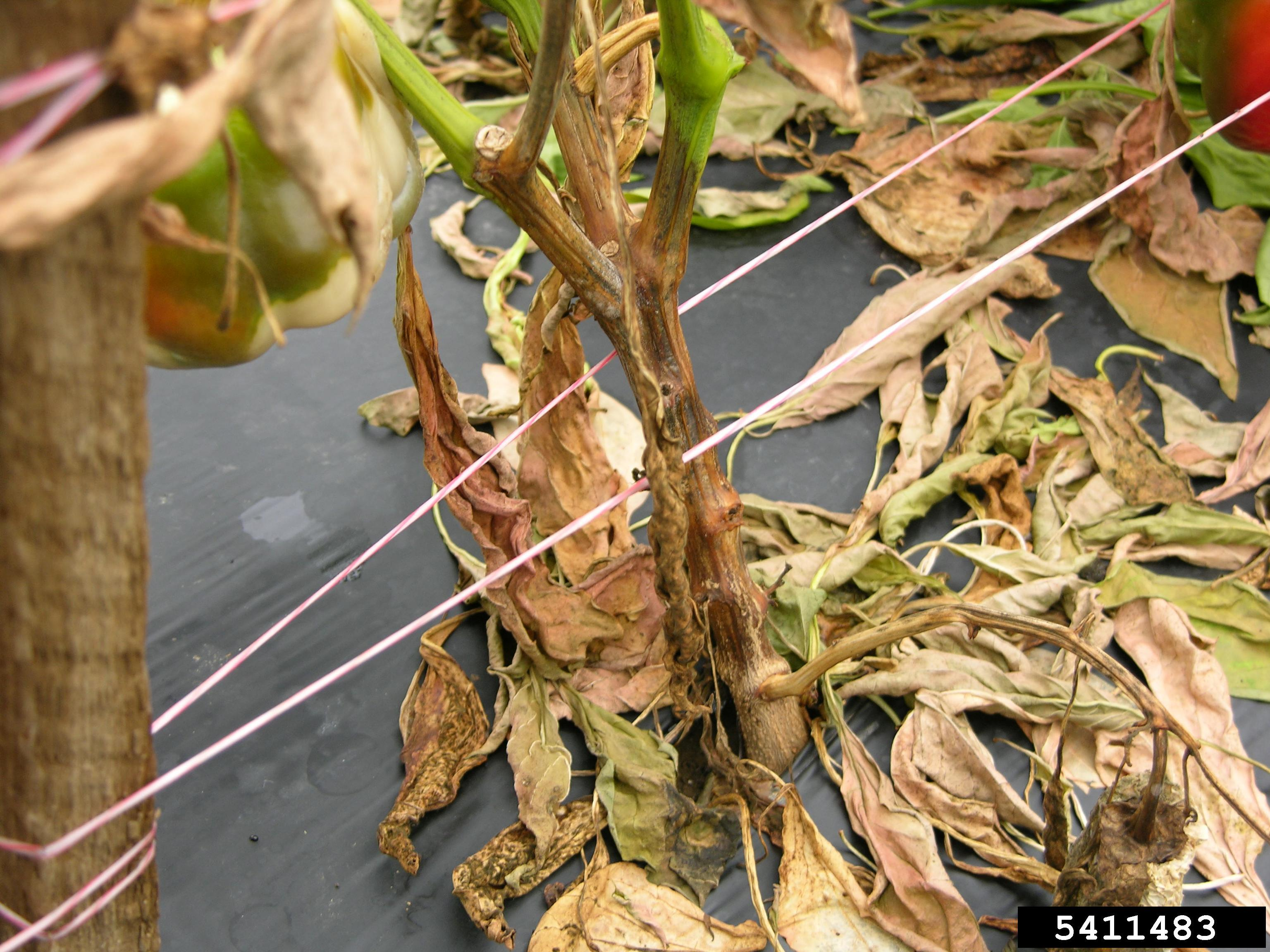
Phytophthora capsici
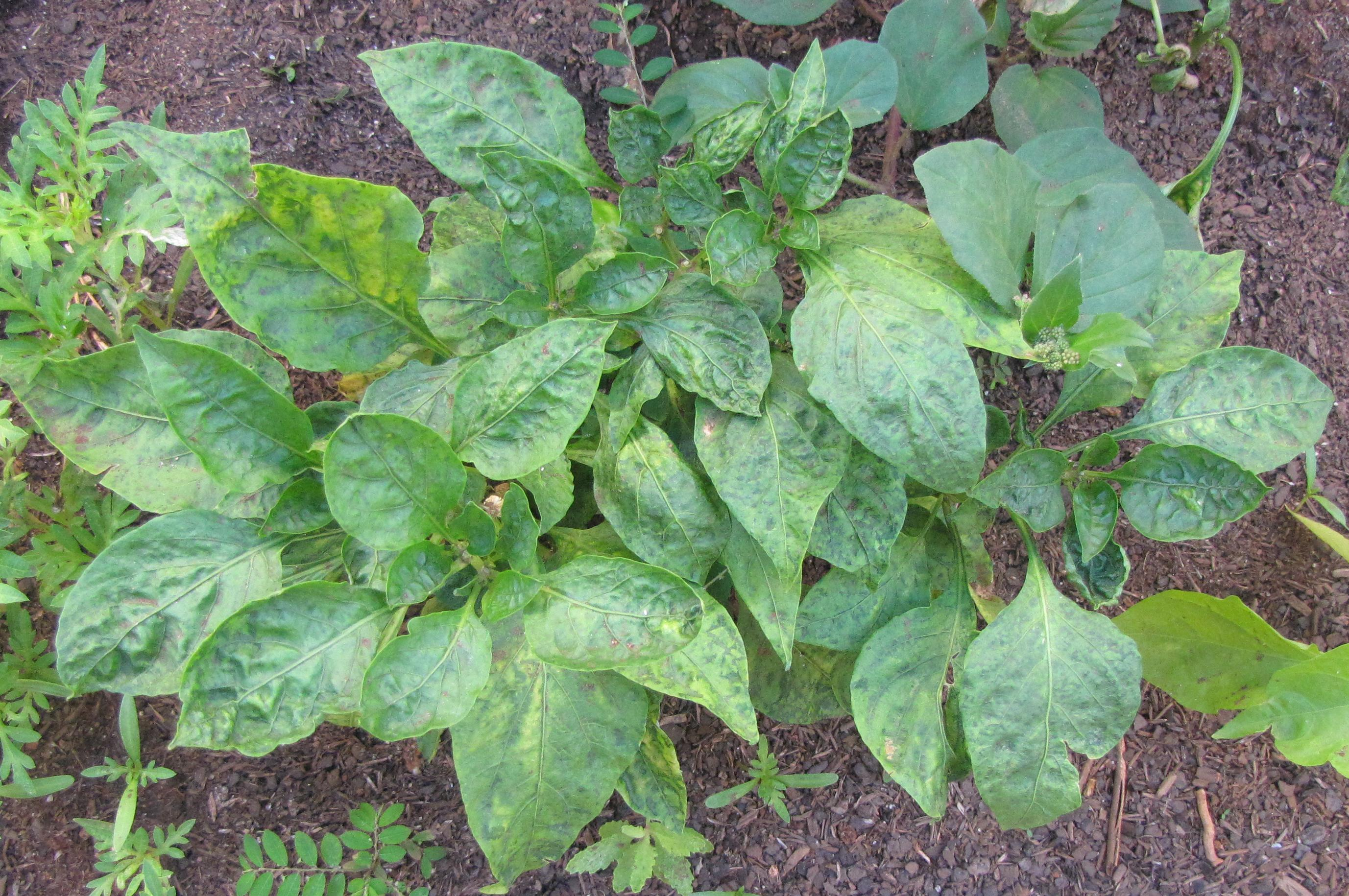
Tomatenbronsvlekkenvirus
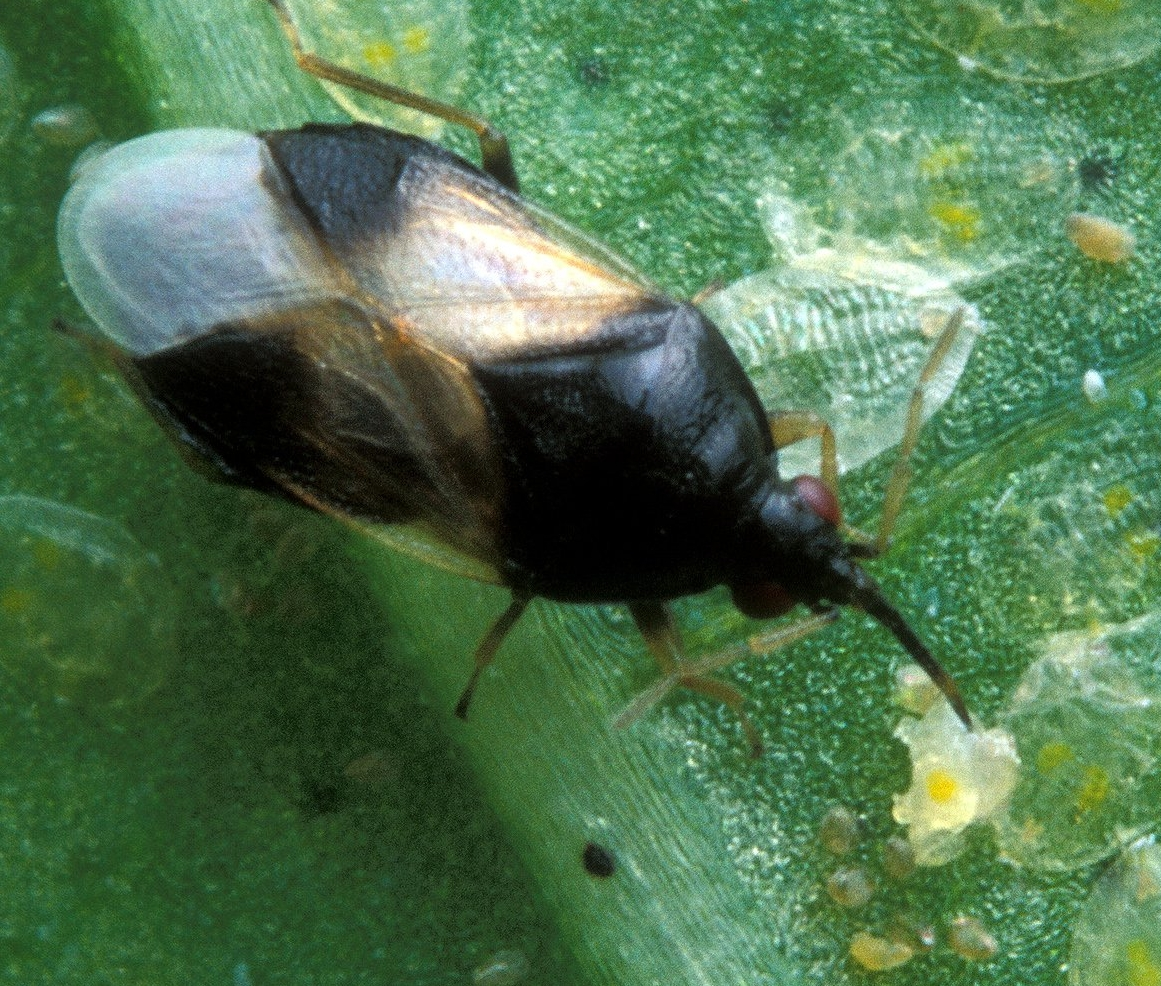
Orius
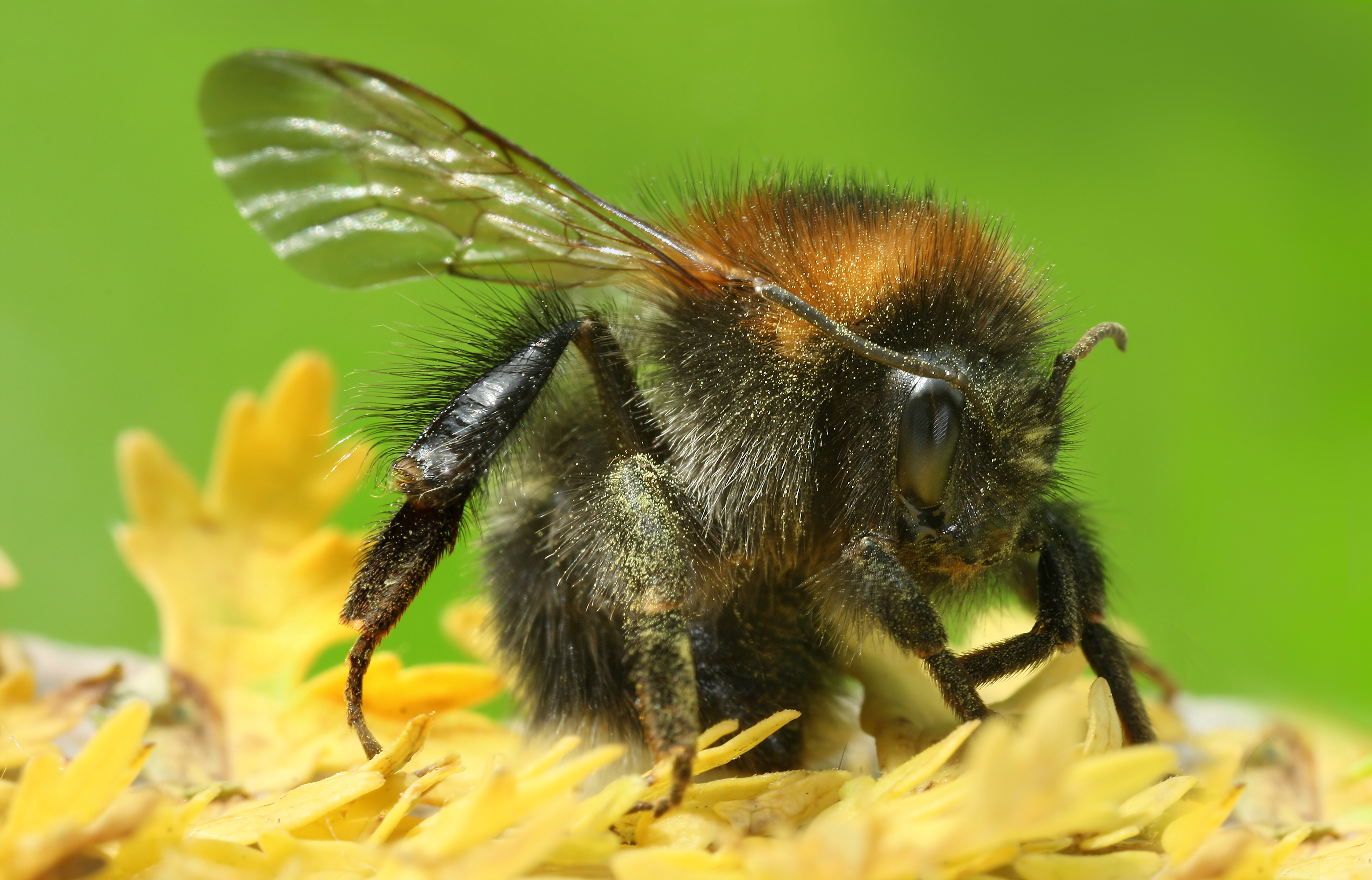
Akkerhommel
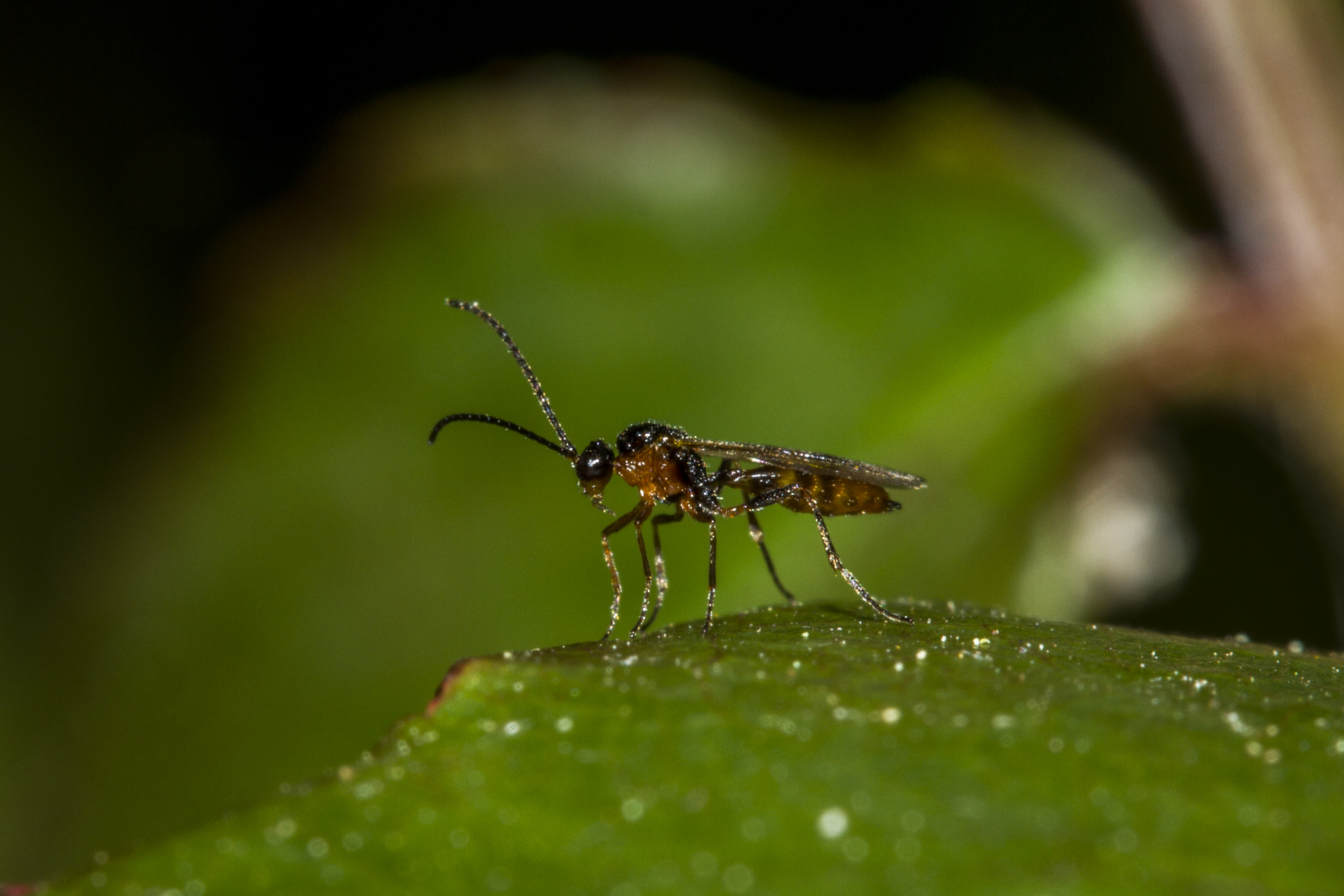
Sluipwesp

## Bewaren
Paprika's kunnen verpakt bewaard worden bij een temperatuur van 10 tot 13 °C.

## Inhoudsstoffen
De voedingswaarde van 100 gram verse (oranje) paprika is:
| Energetische waarde | 116 KJ   |
| ------------------- | -------- |
| Kilocal             | 28       |
| Koolhydraten        | 4,7 gram |
| Eiwit               | 0,8 gram |
| Calcium             | 7 mg     |
| IJzer               | 0,4 mg   |
| Natrium             | 0 mg     |
| Vitamine A          | 22 mg    |
| Vitamine B1         | 0,03 µg  |
| Vitamine B2         | 0,07 µg  |
| Vitamine C          | 133 mg   |
| Luteïne             | 490 µg   |
| Zeaxanthine         | 3333 µg  |

De voedingswaarde van 100 gram verse (rode) paprika is:
| Energetische waarde       | 109 kJ   |
| ------------------------- | -------- |
| Koolhydraten              | 4,5 gram |
| Eiwit                     | 1 gram   |
| Vitamine C                | 150 mg   |
| Vitamine A                | 0,09 mg  |
| Vitamine B1               | 0,03 mg  |
| Vitamine B2               | 0,06 mg  |
| Vitamine B6               | 0,15 mg  |
| Vitamine B11 = Foliumzuur | 50 µg    |
| Kalium                    | 350 mg   |
| Natrium                   | 10 mg    |
| Calcium                   | 20 mg    |
| IJzer                     | 0,4 mg   |
| Fosfor                    | 5 mg     |
| Magnesium                 | 10 mg    |
| Koper                     | 0,03 mg  |
| Zink                      | 0,25 mg  |